# Pholcus alticeps
Pholcus alticeps là một loài nhện trong họ Pholcidae. Loài này được phát hiện ở Nga, Centraal-Azië en Iran.